# Dongjae, the Good or the Bastard
Dongjae, the Good or the Bastard (en hangul, 좋거나 나쁜 동재; McCune-Reischauer, Chok'ŏna nappŭn tongjae; literalmente, «Bueno o malo Dong-jae») es una serie de televisión surcoreana creada por Lee Soo-yeon, coescrita por Hwang Ha-jung y Kim Sang-won, dirigida por Park Gun-ho y protagonizada por Lee Joon-hyuk y Park Sung-woong. Es una producción derivada de la serie Forest of Secrets (2017-2020), y se centra en la figura de uno de sus personajes protagonistas, el fiscal Seo Dong-jae. Se emitió en TVING desde el 10 de octubre de 2024; cuatro días después se estrenó en tvN, donde se emitió hasta el 12 de noviembre del mismo año, en horario de lunes y martes a las 21:00 (hora local coreana). También está disponible en el servicio audiovisual Paramount+ para algunas zonas del mundo.

## Sinopsis
Seo Dong-jae, que trabaja en la Fiscalía del Distrito de Cheongju, tiene un futuro sombrío debido al estigma asociado a su pasado como fiscal que ha aceptado sobornos. Mientras lucha con un caso de remodelación, se le asigna el caso del asesinato de una estudiante de secundaria y comienza una peligrosa caminata por la cuerda floja entre su intuición como fiscal y sus instintos como oportunista.

## Reparto

### Principal
- Lee Joon-hyuk como Seo Dong-jae, un fiscal de la Fiscalía del Distrito de Cheongju, que quiere ser reconocido en el presente y no en su pasado como fiscal corrupto.[4][5][6]
- Park Sung-woong como Nam Wan-sung, director ejecutivo de Lee Hong Construction, quien tiene un fatídico enfrentamiento con Dong-jae y le recuerda sus errores pasados. A diferencia de su padre, que construyó su negocio desde cero, cree firmemente que puede expandir su negocio recuerriendo a contactos y fajos de dinero. Considera al fiscal Seo Dong-jae un obstáculo para el proyecto de reurbanización que ambiciona.[5][7]

### Secundario

#### Fiscalía del distrito de Cheongju
- Lee Hang-na como Jeon Mi-ran, fiscal jefe de la Fiscalía del distrito de Cheongju.[8]
- Hyeon Bong-sik como Jo Byeong-gun, el fiscal estrella de la división 1 de la Fiscalía de Cheongju.[8]
- Jung Woon-sun como Kim Ji-hee, primer fiscal detective de la Fiscalía de Cheongju.[8]
- Baek Seon-ho como Seong Si-un, un nuevo fiscal de la Fiscalía del distrito de Cheongju, división de detectives 1, asignado a la oficina del fiscal Seo Dong-jae.[8][9]

#### Otros
- Choi Hee-seo como Lee Yu-an.
- Kim Sang-ho como Lee Kyung-hak, dueño del restaurante Happy y culpable de un antiguo caso de asesinato en serie.[10]
- Jung Hee-tae como Joo Jeong-gi, víctima de un accidente de tráfico, y persona cercana a Nam Wan-sung.[10]
- Lee Seong-woo.[11]
- Kim Su-gyeom como Nam Gyeo-re, el hijo de Wan-sung, absolutamente obediente a su padre; tras dedicarse a vender droga robada acaba siendo sospechoso de asesinato.[12][13]
- Choi Joo-eun como Im Yu-ri, una estudiante de secundaria que trabaja a tiempo parcial en una bolera, y que muere asesinada tras vender droga robada.[5][14]
- Han Jae-young como el director ejecutivo Choi Geum-ho, traficante de droga en el área de Cheongju, que sufre un robo de la que iba a vender.[5]
- Heo Dong-won como Park Chan-hyuk.[5]

### Apariciones epeciales
- Um Hyo-sup como Park Moo-sung, asesinado en Forest of Secrets cuando intentó denunciar los sobornos del fiscal (ep. 1).
- Park Sung-geun como Kang Won-cheol, antes fiscal jefe de la tercera división penal en la Fiscalía del Distrito Oeste; ahora es consultor de un bufete de abogados (ep. 3).[5]

## Producción
La serie es una coproducción de Studio Dragon, Ace Factory y Higround. Lee Soo-yeon, que escribió las dos temporadas de Forest of Secrets, creó también esta serie que toma como protagonista a uno de los personajes de aquella, Dong-jae, el corrupto fiscal que ganó mucha popularidad entre los espectadores. Este fue precisamente el motivo por el que fue elegido, pues según el equipo de producción se trata de un personaje que aun siendo desagradable no puede ser odiado, y merecía tener un desarrollo en una serie propia. Los guionistas, que ya colaboraron con Lee, son Hwang Ha-jeong y Kim Sang-won. El director es Park Gun-ho.
Para el director Park, preguntado sobre las diferencias entre la serie madre Forest of Secrets y la presente, la mayor de ellas es el propio personaje Seo Dong-jae: el «aspecto humano» y los elementos cómicos agregados a sus pensamientos, así como el modo en que interpreta la sociedad y las personas desde su propio punto de vista. Según la creadora del personaje, Lee Soo-yeon, goza de una flexibilidad tal que en él las cosas malas y las buenas se suceden naturalmente una tras otra. También los guionistas abundaron en esta idea: Dong-jae se enfrenta a varias opciones, y dependiendo de la elección transita de lo bueno a lo malo y viceversa: «el cambio y el conflicto interno son los puntos principales de este drama, con fuertes elementos de comedia negra». El título alude precisamente a esa doble cara del personaje. Por otro lado, el antagonista Nam Wan-seong no aparecía en Forest of Secrets, lo que también constituye un cambio en Dongjae, the Good or the Bastard.
El 9 de febrero de 2023 Studio Dragon anunció la realización de la serie, con la participación de Lee Soo-yeon como creadora, y la elección de Lee Jun-hyuk como protagonista, mientras que no se había decidido aún el canal o plataforma para su emisión. El 24 de noviembre de 2023 TVING confirmó la elección de Park Sung-woon como coprotagonista de la serie. Ya el 1 de noviembre se había realizado la lectura del guion.
El 4 de septiembre de 2024 TVING lanzó un avance de la serie, que muestra un nuevo fracaso del personaje de Dong-jae en su vida profesional cuando no puede lograr un ascenso. El 7 de octubre distribuyó algunos fotogramas de los personajes. Al día siguiente se presentó la producción en el centro comercial CGV Yongsan I'Park en Seúl. El director Park Geon-ho, Lee Jun-hyuk y Park Seong-woong asistieron al acto.

## Banda sonora original
El primer tema musical de la banda sonora original de la serie se lanzó el 18 de octubre; se trata de Anti Hero, de Heo Doo-won, vocalista del grupo Sinagaret.

## Estreno y recepción
La serie fue invitada al 29.º Festival Internacional de Cine de Busan, donde se presentó un avance en la sección On Screen, dedicada a producciones televisivas y en la que fue acompañada por otras tres series coreanas y dos extranjeras. El Festival tuvo lugar entre el 2 y el 11 de octubre de 2024.
El 10 de octubre se estrenó en la plataforma TVING, donde se presentan dos episodios cada jueves, y cuatro días después en el canal tvN, en la que se emite a razón de dos capítulos semanales, en onda lunes y martes a las 21 horas.

### Audiencia
Según Nielsen Korea, el índice de audiencia del primer episodio fue un promedio de 3,9 % y un máximo de 5,2 % para los hogares del área metropolitana de Seúl, y un promedio de 3,8 % y un máximo de 5,0 % para los hogares de todo el país, datos con los que ocupó el primer lugar en su franja horaria, incluyendo programación de cable y general. La serie precedente en la programación de tvN (No hay amor desinteresado) había obtenido con su primer episodio el 3,7 % nacional.
| Temporada | Temporada | Episodio número | Episodio número | Episodio número | Episodio número | Episodio número | Episodio número | Episodio número | Episodio número | Episodio número | Episodio número | Promedio |
| Temporada | Temporada | 1               | 2               | 3               | 4               | 5               | 6               | 7               | 8               | 9               | 10              | Promedio |
| --------- | --------- | --------------- | --------------- | --------------- | --------------- | --------------- | --------------- | --------------- | --------------- | --------------- | --------------- | -------- |
|           | 1         | 796             | 516             | 514             | 481             | 545             | 515             | 408             | 464             | 440             | 558             | 524      |

| Episodio | Fecha de emisión        | Índices de audiencia (Nielsen Korea) | Índices de audiencia (Nielsen Korea) |
| Episodio | Fecha de emisión        | Nacional                             | Seúl                                 |
| --- | ----------------------- | ------------------------------------ | ------------------------------------ |
| 1 | 14 de octubre de 2024   | 3,766 % (1.ª)                        | 3,949 % (1.ª)                        |
| 2 | 15 de octubre de 2024   | 2,885 % (2.ª)                        | 3,249 % (2.ª)                        |
| 3 | 21 de octubre de 2024   | 2,546 % (3.ª)                        | 2,696 % (3.ª)                        |
| 4 | 22 de octubre de 2024   | 2,281 % (3.ª)                        | 2,545 % (2.ª)                        |
| 5 | 28 de octubre de 2024   | 2,620 % (4.ª)                        | 2,746 % (3.ª)                        |
| 6 | 29 de octubre de 2024   | 2,682 % (2.ª)                        | 2,631 % (2.ª)                        |
| 7 | 4 de noviembre de 2024  | 2,131 % (2.ª)                        | 2,260 % (2.ª)                        |
| 8 | 5 de noviembre de 2024  | 2,359 % (2.ª)                        | 2,478 % (2.ª)                        |
| 9 | 11 de noviembre de 2024 | 2,271 % (2.ª)                        | 2,415 % (2.ª)                        |
| 10 | 12 de noviembre de 2024 | 2,775 % (1.ª)                        | 3,121 % (1.ª)                        |
| Promedio | Promedio                | 2,632 %                              | 2,809 %                              |
| - En la tabla superior, los números azules representan las calificaciones más bajas y los números rojos representan las más altas. - Esta serie se transmite en un canal de cable/televisión de pago, que normalmente tiene una audiencia menor respecto a las emisoras de televisión públicas/gratuitas (KBS, SBS, MBC y EBS). |                         |                                      |                                      |